# 花宮あむ
花宮 あむ（はなみや あむ、1999年9月3日 - ）は、日本の元AV女優。グランツプロ所属。

## 略歴・人物
2020年1月、エスワン専属女優としてAVデビュー。
2021年5月、週刊プレイボーイでの次世代美巨尻AV女優ベスト10に選出。
2020年12月、エスワン専属女優を卒業。
2021年9月1日、自身のTwitterにて同年9月末日にグランツプロを退所し、引退する事を発表。

## 作品

### アダルトDVD
- 新人 NO.1STYLE 花宮あむ AVデビュー（1月7日、S1 NO.1 STYLE）
- 長身グラマラスボディ 超・絶・頂! 性感開発3本番スペシャル（2月7日、S1 NO.1 STYLE）
- 交わる体液、濃密セックス 完全ノーカットスペシャル（3月7日、S1 NO.1 STYLE）
- 絶頂してピクピクしているおま●こを容赦なく突きまくる 怒涛のおかわり激ピストン性交（5月7日、S1 NO.1 STYLE）
- 輪姦レ○プされた美脚新任女教師 〜弱みを握られ生徒たちに犯された私〜（6月7日、S1 NO.1 STYLE）
- 相部屋NTR 童貞部下と巨乳上司が朝から晩まで、不倫セックスに明け暮れた出張先の夜（7月7日、S1 NO.1 STYLE）
- 色気ムンムンな彼女のお姉さんが無防備な巨乳と巨尻でこっそり誘惑してきて浮気セックスしちゃう最低な僕。（8月7日、S1 NO.1 STYLE）
- 【※異常なる大絶頂】 エロス最大覚醒! 性欲が尽き果てるまで怒涛のノンストップ本気性交（9月7日、S1 NO.1 STYLE）
- エリート捜査官を脱がさずに犯る媚薬漬け性処理女に堕ちた黄金比ボディ（11月7日、S1 NO.1 STYLE）
- 地味で内気な経理部員から会社の飲み会後に逆お持ち帰りされた僕。 酔ってドスケベ化、脱いだら巨乳の発掘系OLとチ●ポ擦り切れるほど中出ししまくった。（12月13日、E-BODY）
- 超高級中出し専門ソープ（12月13日、MOODYZ）
- びしょ濡れOL雨宿りオフィス強制わいせつ（12月25日、TMA）
- 身長170cmの長身美女が足ガックガクで快楽にヨガる本気絶頂SEX（12月25日、セレブの友）

- PERFECT STYLE 花宮あむ（1月30日、HMJM）
- 露出・輪姦・ぶっかけ願望に憑りつかれた女（2月18日、グローリークエスト）
- 芸術品とも言える国宝級の神スタイルを持つ真性ド淫乱妻 花宮あむ 28歳 結婚3年目（3月1日、OFFICE K’S）
- 高身長メイドとエロ悪ガキの○日間生活（3月5日、h.m.p）
- 結婚式直前に俺のオヤジからの種付けレ×プ被害を告白されました。しかも、俺がまだしてない中出しを先に越されたなんて―（3月25日、本中）
- お義姉さんの下着がエロすぎて、兄貴の奥さんを下着のまま襲って何度も中出ししてしまいました… 花宮あむ（3月26日、人妻花園劇場）
- ハイレグファンタジー 花宮あむ（5月13日、ミル）
- 寝取られ子作り旅行 僕と妻の赤ちゃんを授かるために排卵日を狙って来たら、男子大学生たちに妻が寝取られて中出しされまくった 花宮あむ（5月19日、ミセスの素顔/エマニエル）
- 花宮あむレズ解禁 義姉に恋した私 花宮あむ 通野未帆（5月20日、アイエナジー）
- 花宮あむ緊縛解禁 緊縛、監禁、中出し孕ませ調教（6月24日、アイエナジー）
- 元キャンギャル奥さん 自慢の美脚を中年男にねぶらせて変態開眼浮気アクメ（6月26日、シャーク）
- 息子の嫁を妄想で…（7月1日、プラネットプラス）
- 最高の美脚と美巨乳美女と病みつきSEX（7月2日、h.m.p）
- 君ん家のお風呂で混浴しよ♡（7月2日、ドリームチケット）
- 超Sexy美脚バニーガールレズビアン 木下ひまり 花宮あむ（8月7日、ビビアン）
- サエない僕を不憫に思った巨乳な姉に「擦りつけるだけだよ」という約束で素股してもらっていたら互いに気持ち良すぎてマ○コはグッショリ! でヌルっと生挿入!「え!? 入ってる?」でもどうにも止まらなくて中出し! 4（8月12日、アイエナジー）※オムニバス作品
- おしっこ114連発 98人（9月2日、グローリークエスト）※オムニバス作品
- 夫の目を盗んで自宅不倫 花宮あむ（9月7日、KSB企画/エマニエル）
- 寝ている姉にイタズラしていたら逆に生ハメを求められて、もう発射しそうなのにカニばさみでロックされて逃げられずそのまま中出し! 3（10月7日、アイエナジー）※オムニバス作品
- ダンス大好き!! 高身長神スタイルGカップドスケベ女子が変態オヤジのねっとりプレイをすべて受け入れイキまくりました! 花宮あむ（10月23日、オイスター海運）
- 神熱AV女優を1日貸切ひたすら本能の中出し交尾。 ACT.13 花宮あむ（11月5日、プレステージ）

### VR
- とにかく業界最高峰ボディを間近で見ながらオナニーしたい人向けの女体優先アングル! エグい程の肉感VR（9月11日、S1 NO.1 STYLE）
- 出張マッサージを呼んだらめちゃくちゃエッチな【S級巨乳お姉さん】がやってきた! 欲求不満なのかストレス発散なのかエロ下着で誘惑されて、極上テクで搾り取られた【OILテカテカ中出し痴女性交】 花宮あむ（12月7日、こあらVR）

- HQ劇的超高画質 10発射精! 快楽漬けの不倫旅行 ハメてもハメても足りない絶倫SEX 花宮あむ（1月22日、ブイワンVR）
- シンプルにヌケるが一番! 誘惑のボディーパーツを見抜けるVR。凄技痴女編（4月1日、MILU VR）※オムニバス作品
- HQ60fps エステ連続イカセ 恥じらいながらも 快感を求め思わずチ●ポ握ってしまう 花宮あむ（6月18日、TEPPAN）
- 天井特化アングルVR ～3年ぶりに会った幼馴染とセックス～ 花宮あむ（7月22日、KMPVR）
- アヘ顔WピースVR（8月18日、KMPVR）※オムニバス作品
- 内緒でファッションヘルスに勤めていた職場人気No.1の超絶激カワ後輩OLを言いなりにするつもりが逆にドMを見抜かれて… 花宮あむ（9月3日、ワープエンタテインメント）
- ベロ見せつけVR（10月2日、KMPVR）※オムニバス作品
- 腋の下を見せながらオイルまみれのカラダで感じる女を鑑賞（11月2日、KMPVR）※オムニバス作品
- 天井特化アングル×JOI VR（11月11日、KMPVR）※オムニバス作品

### ネット配信
- 170cm美G乳OLが何の因果かご来院!! 生まれ持った鉄板めちゃエチスタイルは生唾モノ!! ドスケベ変態施術師でも美しい肢体を愛でることの尊さは忘れてちょらんき!! 老獪テクフルコースでグチョグチョに濡らして無事にケイレン絶頂なまSEX絶対するんぜよ!! 花宮さん 23歳（12月8日、プレステージプレミアム）
- エロさ第七世代!! 美G乳170cm美女レイヤーP活!! 清楚系なお姉さんモデルっぽいけど… ギャラ交渉はガッツリ!! 生チンにもガッツリフェラしてくるごうつくばり美女レイヤーの美しすぎるマ○コに生挿入はプライスレスww パパ活成敗 十五人目 ももみん 22歳 大人気170cm!! Gカップのえちえちレイヤー（12月11日、プレステージプレミアム）
- 「おじさんだからいいよ」 あどけないツインテJ○が、おじさん家で初SEX&中出し! エッチな動画で練習した騎乗位。ハジメテのパイズリ & 生ハメ… etc.愛故に何でもしたい・して欲しいウブかわ女子とたっぷりラブラブ2回戦♪♪【あむちゃん(彼女)とおじさん(彼氏)の特別な一日】（12月13日、しろうとまんまん）
- 【バズりたい流出セックス】はなちゃんに革命を。ハメ撮りをして流出させたい!? 読モでGカップのバズりたガール登場!! ホテルまで我慢できず車内で搾精パイズリ! 喉奥●●イラマ! ヌルヌル全開のバズセックス!! 【しろうと変態革命 23人目】 はなちゃん 21歳 エロでバズりたい! Gカップ読モ!（12月13日、SUKEKIYO）
- G乳保育士と淫乱不倫SEX! 園児の父親とイケない関係になるも、相性抜群でやめられないっ! ついには職場の保育園で使っているエプロン持参で自ら裸エプロンを披露しちゃうド変態先生とハメ撮り!（12月24日、MOON FORCE）

- 最高の搾精美女による手コキ祭 vol.03（2月25日、MAGIC）※オムニバス作品
- あむ（2月27日、おっぱいちゃん）
- 完全主観!! チ●コを完全に包み込む、Gカップ以上… 極上巨乳パイズリ ＃3（3月4日、DOC）※オムニバス作品
- 全裸カタログ Vol.5（3月25日、MAGIC）※オムニバス作品
- 【個撮 × 潮逝きコスプレイヤー】Fカップ美巨乳で大人気の売れっ子レイヤー降臨! 高飛車GALのビンカン膣内をデカチン征服する中出し & 顔射で精子まみれ!! モモコくれいじー（4月30日、黒船）
- <<完全主観>> 貴方のチ○ポも必ず抜かれる…! 手コキしか勝たん! 美少女手コキ!（5月27日、DOC）※オムニバス作品
- 【業界最高峰!! Gカップ×172cmのグラマラスボディ】【目からエロビーム! 魔性の女】上から95-58-93!! 元地下アイドルのルックスを持つ文句なしSSS級女優降臨! 目でイカされる極上フェラで攻めモードからの形勢逆転! 長い手足を震わせ絶頂の嵐!：ウラトーーク Talk.14 花宮あむ 21歳 AV女優歴:1年半（8月3日、HHH）
- 悶絶! 寸止めオイル手コキ!! 勝手にイッちゃダメだからねっ? 3（9月23日、DOC）
- 亜夢 (21)（11月17日、素人ホイホイ）
- ハーブさん（11月21日、素人ホイホイ）

- ち〇ぽ気持ちいい連呼する現役18歳に中出し! 舐め好き制服J〇が想定外のスケベスキルでオジサンを圧倒!! あんり（3月31日、黒船）

### イメージDVD
- Amu 豊潤フラワーガーデン（2020年8月20日、REbecca）
- なぜ恋をするんだろう 花宮あむ（2021年2月23日、Superlative）

## 書籍

### 写真集
- 花宮あむ写真集『愛♡あむ』（2021年2月25日、ジーウォーク、撮影：14y.ムラミツ） ISBN 978-4-86717-149-3

### ポーズ集
- 巨乳専門ポーズ集 着衣巨乳を脱がせてみたら（2020年3月31日、一迅社、撮影:須崎祐次）[6] ISBN 978-4-7580-1686-5

### デジタル写真集
- Amu 豊潤フラワーガーデン（2020年11月20日、REbecca）
- FLOWER 花宮あむ vol.01～vol.03（2021年6月11日、ジーウォーク、撮影：14y.ムラミツ）
- あむに会う…（2021年7月9日、プレステージ出版、撮影：柳沢康太）
- あむのこと…（2021年7月9日、プレステージ出版、撮影：柳沢康太）
- FLOWER 花宮あむ vol.04～vol.07（2021年7月19日、ジーウォーク、撮影：14y.ムラミツ）

### 雑誌
- 月刊FANZA 2020年2月号（ジーオーティー） - 表紙[7]
- 週刊アサヒ芸能 2020年1月16日号（徳間書店） - グラビア「新春トリプルGGGカップ」（共演:高橋しょう子、深沢いのり）
- 週刊アサヒ芸能 2020年6月4日号（徳間書店） - グラビア「ふわとろG」
- 実話ナックルズウルトラ vol.9（大洋図書） - グラビア「秘密の花」
- 週刊アサヒ芸能 2020年9月24日・10月1日号（徳間書店） - グラビア「ヒミツの花園」